# Abrothrix olivaceus markhami
Abrothrix olivaceus markhami é uma espécie de roedor da família Cricetidae.
Apenas pode ser encontrada no Chile.